# Ardeur (historieta)
Ardeur es una serie de historieta creada por los hermanos Daniel y Alex Varenne en 1979.

## Trayectoria editorial
Daniel y Alex Varenne, con casi cuarenta años, presentaron esta su primera serie a varias editoriales antes de que la vanguardista Charlie Mensuel se arriesgara a publicarlos. Después de su edición seriada en los números 124 a 130 y 136 a 144 en dicha revista y en L’Echo des Savanes, fue recopilada en seis álbumes entre 1980 y 1987:
1. Ardeur (Le Square, 01/1980);
2. Warschau (Le Square-Albin Michel, 01/1981);
3. La grande fugue (Le Square-Albin Michel, 07/1981);
4. Berlin Strasse (Albin Michel, 01/1983);
5. Ida Mauz (Albin Michel, 09/1983),
6. Jack le Vengeur (Albin Michel, 02/1987).

## Argumento
Durante la Tercera Guerra Mundial, el piloto Ardeur atraviesa una Europa distópica, arrasada por radiaciones atómicas.

## Estilo
Ardeur es una obra experimental, en la que, sin embargo, los diálogos fragmentados y su estética impactante a base de aguadas, grandes contrastes de negro y blanco y planos insólitos están puestos al servicio de la narración.

## Valoración
Para Ignacio Vidal-Folch y Ramón de España, Ardour es una obra maestra del cómic adulto, muy superior a las que Alex Varenne realizó en solitario.